# Geeste
El Geeste és un afluent del Weser a l'estat de Baixa Saxònia.

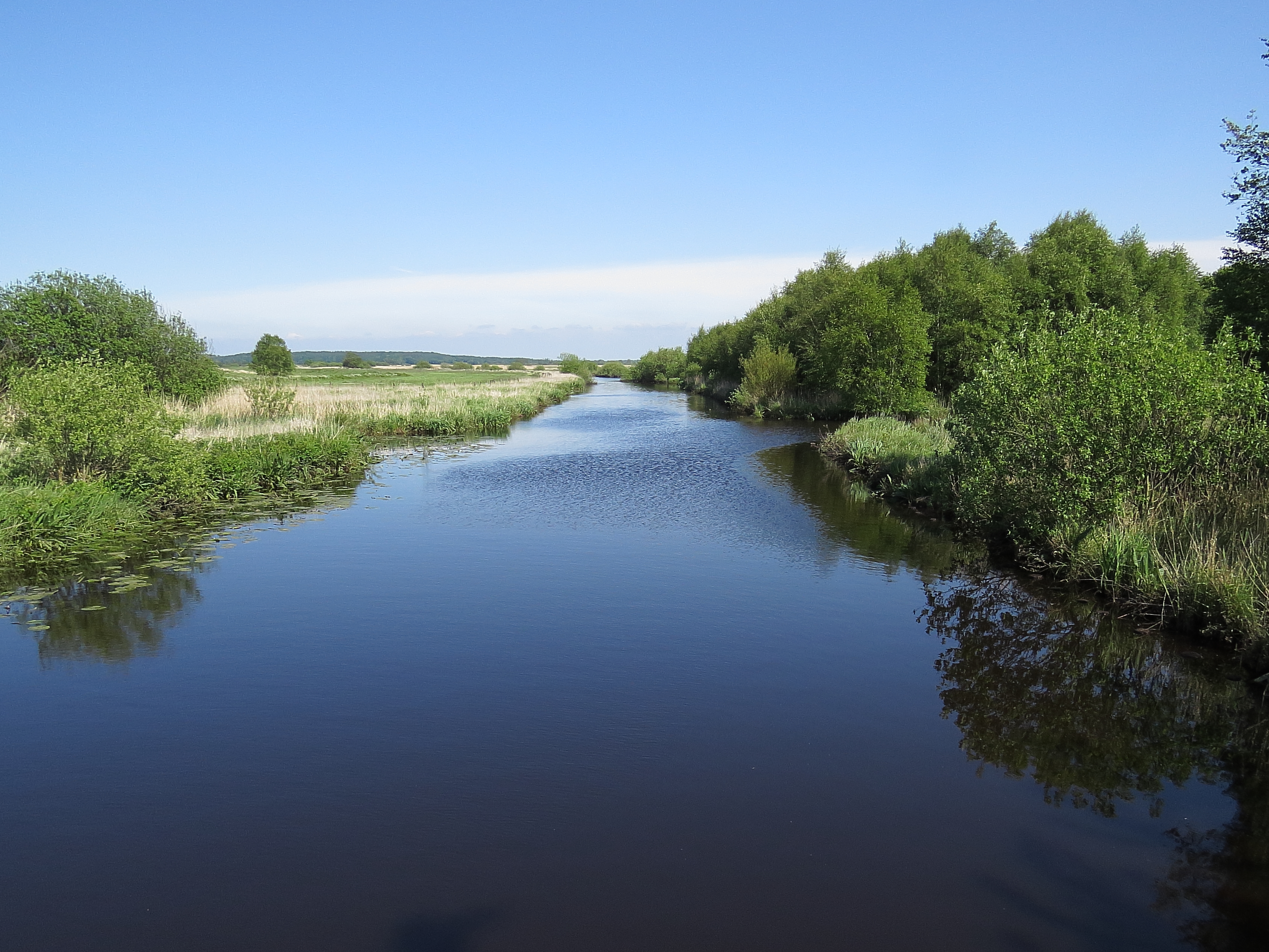
El riu a la reserva natural de la Vall del Geeste (Geesteniederung)

El riu neix al geest de la confluència d'uns petits rierols fonts prop de Hipstedt. El primer tram des de la font als pujols d'un altitud de màximum 25 metres del geest és caracteritzat per un curs meandrós en una vall estreta. El curs intermedi al maresme va ser rectificat i moltes rescloses impedeixen l'acció de la marea i una reducció considerable de les zones inundables. Abans de la construcció de la resclosa de Schiffdorf (el 1892) al quilòmetre 12, la influència de la marea es feia sentir fins a 30 km terra endins. Després de la construcció de la resclosa antimarejada a la desembocadura, l'efecte de la marea els limita als darrere 8,5 km. Des de l'inici del segle xxi, al marc de la directiva europea de l'aigua van començar obres per a renaturar el riu, tornar a crear zones inundables i augmentar l'accessibilitat als peixos migratoris.
Els darreres 28 km fins a la desembocadura van ser canalitzades. En connectar amb el canal Bederkasa-Geeste forma una via navegable que connecta el Weser amb l'Elba.

## Afluents
- Spadener Markfleth
- Canal Bederkasa-Geeste
- Wittgeeste
- Grosse Beek
- Scheidebach
- Grove
- Fielsdorfer Mühlenbach

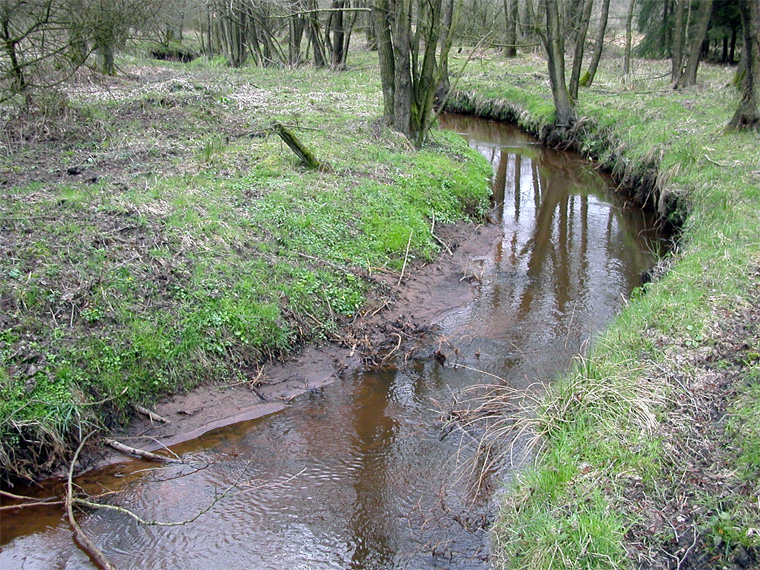
Prop de la font
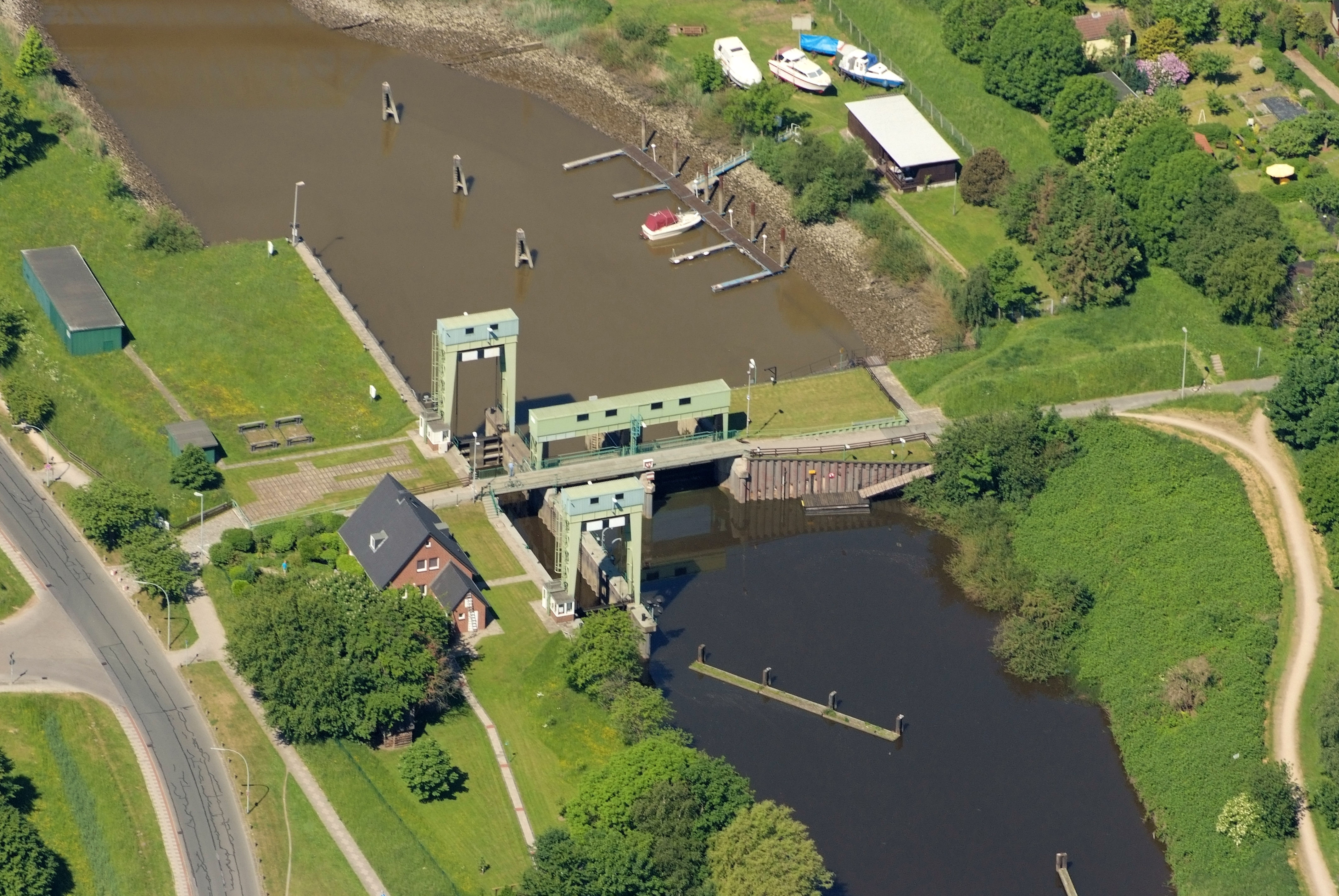
Resclosa a Bremerhaven
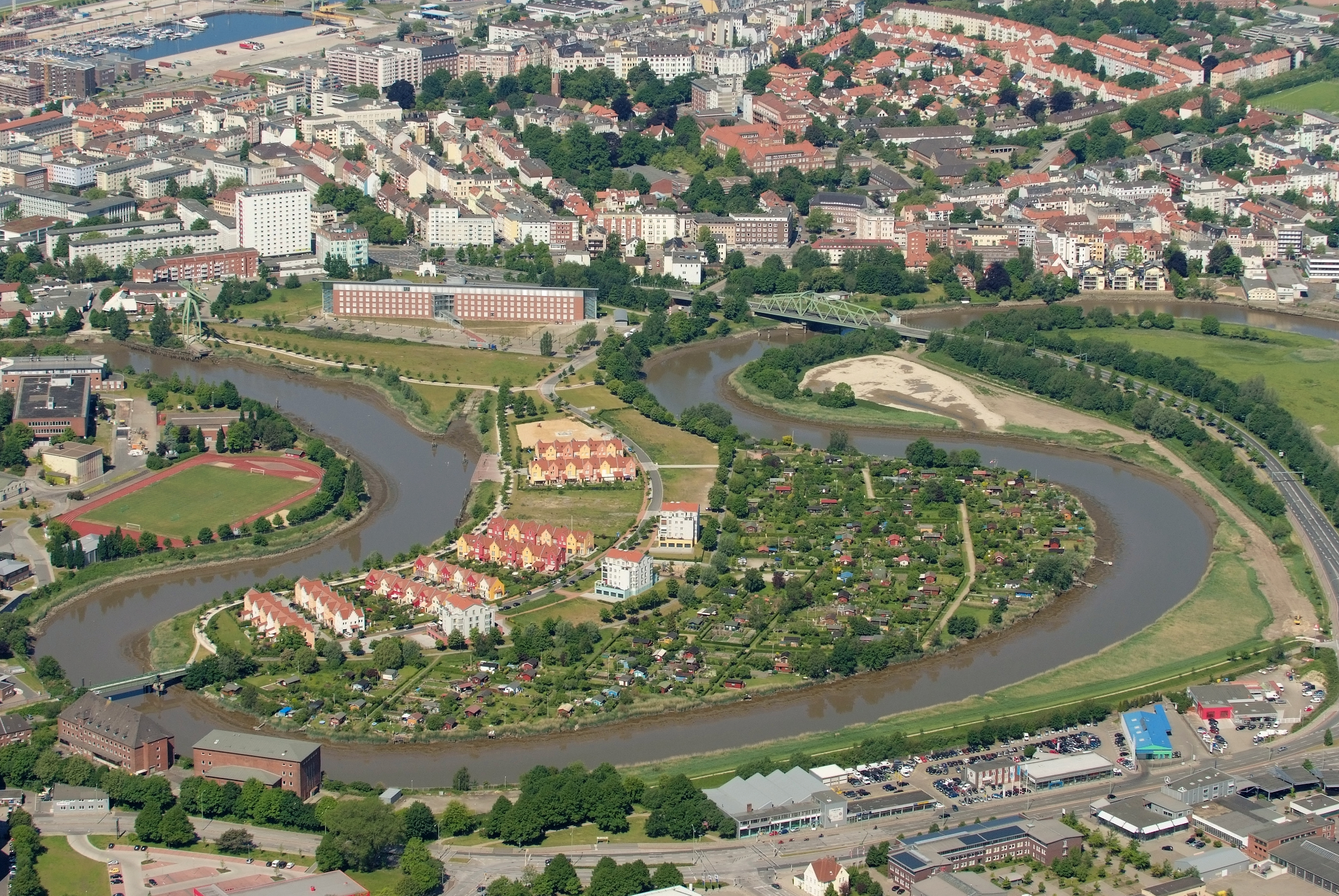
Meandre a Bremerhaven
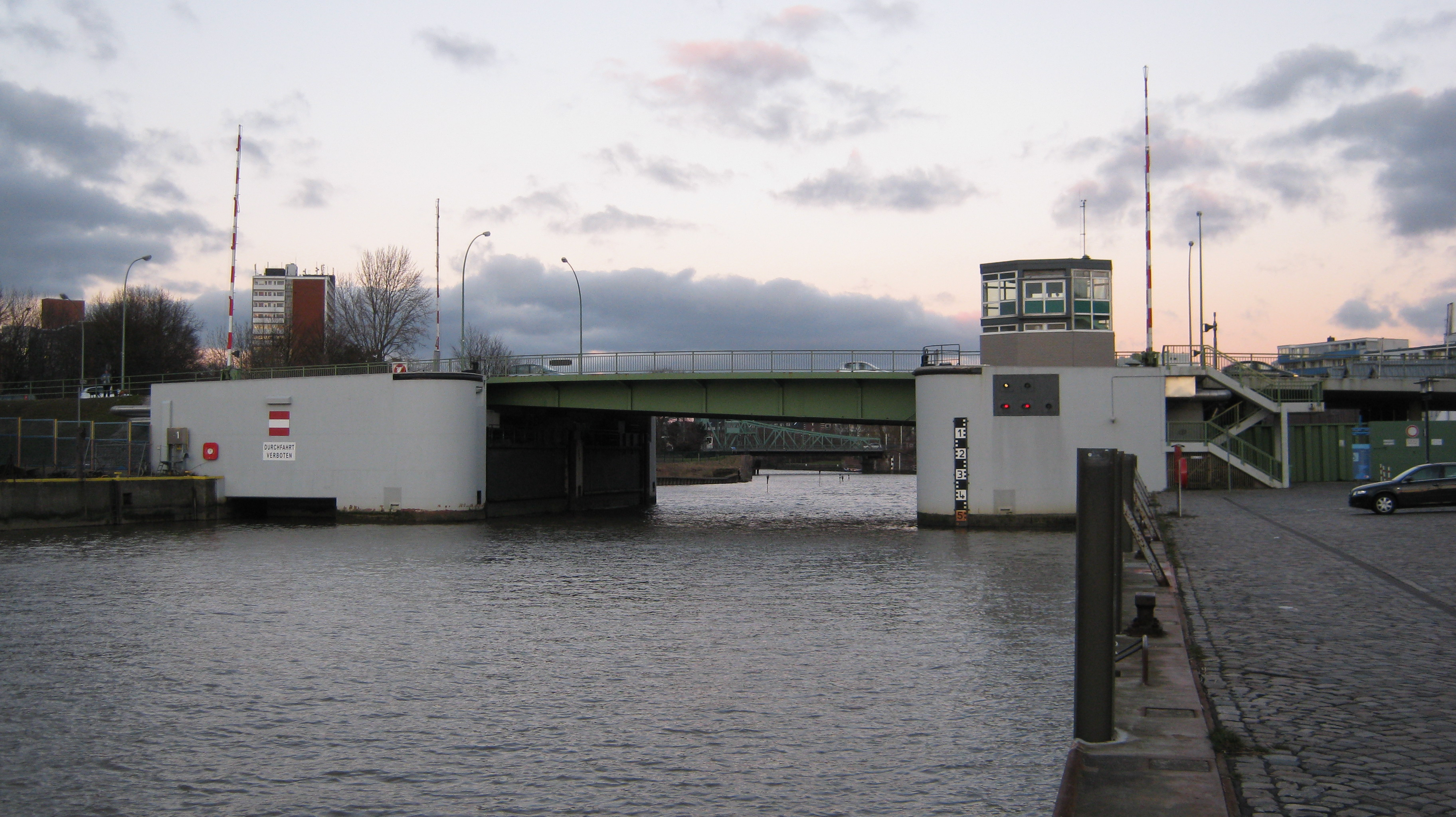
Pont Kennedy i resclosa antimarejada